# 拉斯·奥·古
- 关于忍者大师的其他意思，請見「龍隼（英语：Ryu Hayabusa）」。

拉斯·阿勒古尔（阿拉伯語：رأس الغول，又譯作忍者大師、雷沙古）是一位出現在DC漫畫中的超級反派。除了被認為是蝙蝠俠的最大的敵人之一，拉斯·阿勒古尔也是蝙蝠俠兒子達米安·韋恩（Damian Wayne）的外祖父。他的阿拉伯語名字被漫畫翻譯為「惡魔之首」（Demon's Head）。拉斯·阿勒古尔也出現在各種大眾媒體，其中最引人注目的是克里斯托弗·諾蘭的導演電影《蝙蝠俠：開戰時刻》和《黑暗騎士：黎明昇起》中的登場，由連恩·尼遜飾演此角色。在IGN的所有時刻的前100名漫畫書惡棍名單中他排行第七位。

## 出版历史
在《蝙蝠侠》#232「恶魔之女」中被引入，由编剧丹尼斯·奥尼尔和尼尔·亚当斯共同创造。

## 虚拟人物传记
在尚未拋棄自己的名字，成為拉斯·阿勒古尔之前，他是一名出生於中東沙漠地區的遊牧民族普通少年。為了學習醫術而前往外地，為此見識過了許多新奇的事物使他的眼界大為開闊，更讓他娶回了一個美麗的妻子。
回到故鄉後，他偶然的在一個洞窟裡發現了一個神秘的泉水拉薩路池，這泉水具有讓一切傷患疾病都能復原的神奇能力，在好奇心促使下，他開始研究這泉水的奧妙。
此時，一名王子罹患了絕症，王子派人找上了這位青年醫生，希望他能醫治王子的疾病。青年在發現自己的醫術無法醫好王子後，他便決定用他發現到的拉薩路池來試試。但王子雖然被泉水治癒，可是泉水中某種神祕的物質卻讓王子變得瘋狂易怒，王子在發狂時殺害了青年的妻子，為了掩蓋醜聞，國王把罪名推給了青年，並將他和其妻的屍體關在一處。
青年後來被過去所救治的一名病人偷偷放走，回到自己的部落後他決心要復仇，他利用自己的知識散布了一種疾病，然後等國王找上來時殺了國王全家，青年最後拋棄了自己的姓名，開始自稱為拉斯·阿勒古尔，也就是惡魔首領的意思。
拉斯·阿勒古尔發現拉薩路池可以使人重獲青春後，他開始遊走於世界各地學習知識、修行武術、收集人才，等自己變得蒼老時又回到拉薩路池恢復年輕，然後再不斷重複這樣的過程。
就這樣他累積了無數的財富、龐大的地下勢力、遍布世界各地的屬下，他將這個自己組建的組織稱為刺客聯盟，並開始維護起自己的正義。
可是拉斯·阿勒古尔並不知道的是拉薩路池其實已經悄悄地改變了他對正義的認知，他開始認為人類是地球上最醜陋、腐敗且不被需要的生物，因此想要淨化這個世界的話，人類就必須要被消滅。

## 能力
拉斯·阿勒古尔有著天才級的智慧，因為已活了數百年的緣故，使他的知識量無比的豐富，加上刺客聯盟替他收集來的情報，使他近乎無所不知。
漫長的歲月裡讓他學會了很多技能，像是武術、忍術、偵探技能、物理學、煉金術、劍術、各式各樣的冷兵器技巧，甚至是常規的熱武器他都能熟練的操作，不過在戰鬥中他還是會以使用刀劍為主，輔以飛鏢、煙霧彈、微型炸彈等。

## 其他媒體

### 電視劇
- 《蝙蝠俠》：配音員為大衛·華納。
- 《超人：動畫系列》：配音員同為大衛·華納。出現於插曲「The Demon Reborn」。
- 《未來蝙蝠俠》：配音員同為大衛·華納。
- ：配音員為彼得·伍德沃德[5]。
- 《少年正義聯盟》：配音員為烏迪德·費爾。出現於插曲「Targets」。
- ：於插曲「La Larva de Amor」中作為寺廟上的背景角色。
- 《當心蝙蝠俠》：配音員為蘭斯·雷迪克[6]。出現於插曲「Sacrifice」。
- 綠箭宇宙
  - 《綠箭俠》：由馬修·納貝爾飾演。於第二季的插曲「Dead to Rights」中暗示著他（但並未登場），而在「Broken Dolls」中正式透露他的名字和作為刺客联盟的身分，後來又於「Heir to the Demon」提及。第三季正式登場，並意圖讓奧利弗（綠箭俠）成為自己的繼承人，最後意圖毀滅星城時被綠箭俠擊敗身亡。
  - 《明日傳奇》：繼續由馬修·納貝爾飾演。
- 《高譚市》：由亞歷山大·希迪格飾演。

### 電影

電影《蝙蝠俠：開戰時刻》中的拉斯·奧·古，由連恩·尼遜飾演

- 《蝙蝠俠：開戰時刻》：由連恩·尼遜飾演。布魯斯·韋恩的師父，教導布魯斯如何面對進而克服自身的恐懼及仇恨。原本一開始布魯斯以為忍者大師就是由渡邊謙飾演的角色，但實際上亨利·杜卡德才是真正的拉斯·奧·古，作為本作的大反派。電影中拉斯·奧·古角色已經和亨利·杜卡德結合。
- 《蝙蝠俠：紅頭罩之下》：動畫電影。配音員為詹森·艾克尔斯[7][8]。
- 《黑暗騎士：黎明昇起》：客串。同由連恩·尼遜飾演。在布魯斯被班恩丟入再生池後，晚上做夢時夢見死在自己面前的拉斯·奧·古，也推斷出拉斯奧古就是當年的雇傭兵，也是班恩的親生父親。拉斯·奧·古说明布魯斯多年來扮成蝙蝠俠拯救高譚市根本是做白工，而僅存的勝利也只是一個謊言，布魯斯醒來後在悲憤之下決定逃出去，修好了脊椎後開始養傷。但後來透露米蘭達·泰特就是拉斯·奧·古的女兒塔莉亞·奧·古。
- 《蝙蝠俠之子》：動畫電影。配音員為吉安卡洛·艾斯波西托[9]。被襲擊刺客聯盟的喪鐘所殺。
- 《正義聯盟大戰少年悍將》：動畫電影。以特力貢手下的亡靈身份登場，被自己的外孫達米安·韋恩（第五代羅賓）所擊敗並毀滅。

### 電子遊戲
- 《Batman: Dark Tomorrow》：作為一個以BOSS戰角色。
- 《蝙蝠俠：開戰時刻》：配音員為連恩·尼遜和渡邊謙。
- 《樂高蝙蝠俠》：作為一個需解鎖的角色[10]。
- 《蝙蝠俠：阿卡姆瘋人院》：人物並未登場，能在大廈辦公室一處的停屍間中發現掛著他名字的屍體。
- ：配音員為迪伊·布拉德利·貝克。
- 《DC 宇宙 Online》：人物亦有登場。
- 《樂高蝙蝠俠2：DC超級英雄》：配音員為史蒂芬·布魯姆。
- 《超級英雄：武力對決》：作為ios的下載內容。
- 《蝙蝠俠：阿卡姆騎士》：DLC「Shadow War」中登場，配音員為迪伊·布拉德利·貝克。

## 外部連結
- https://web.archive.org/web/20110716115839/http://www.spider-bob.com/villains/dc/RasAlGhul.htm
- http://www.batmantas.com/cmp/ras.htm （页面存档备份，存于）
- http://www.worldsfinestonline.com/WF/batman/btas/bios/rasalghul/ （页面存档备份，存于）
- http://www.worldsfinestonline.com/WF/beyond/bios/taliaras/ （页面存档备份，存于）
- https://web.archive.org/web/20040216201716/http://www.unstable.com/whoswho/rasalghu.htm
- http://www.worldsfinestonline.com/WF/superman/episodes/TheDemonReborn/ （页面存档备份，存于）
- http://www.batman-superman.com/batman/cmp/ras.html （页面存档备份，存于）

Template:蝙蝠俠登場角色
#invoke: Navbox